# Conjugación procariota
La conjugación procariota, también conocida como  conjugación, es el proceso de transferencia de material genético entre una célula procariota (bacteria o arquea) donadora y una receptora mediante el contacto directo o una conexión que las una. Descubierta por Joshua Lederberg y Edward Tatum en 1946, la conjugación es un mecanismo de transferencia horizontal de genes como la transformación y la transducción, con la diferencia de que estos últimos no involucran contacto intercelular.
A menudo se le considerada un símil procarionte de la reproducción sexual o el apareamiento debido a que implica el intercambio de material génico, no obstante, a diferencia de esta la transferencia es unidireccional. Durante la conjugación la célula donadora provee un elemento génico móvil o conjugativo que generalmente es un plásmido o un transposón. La mayoría de los plásmidos conjugativos tienen sistemas que aseguran que la célula receptora no tenga ya un elemento similar. 
La información genética transferida a menudo beneficia al receptor. Las ventajas pueden incluir resistencia antibiótica, tolerancia xenobiótica o la capacidad de usar nuevos metabolitos. La conjugación de plásmidos benéficos puede ser considerada una endosimbiosis procarionte. Sin embargo, la conjugación de otros elementos génicos puede se vista como un tipo de parasitismo y un mecanismo desarrollado para su propagación.

## Mecanismo bacteriano

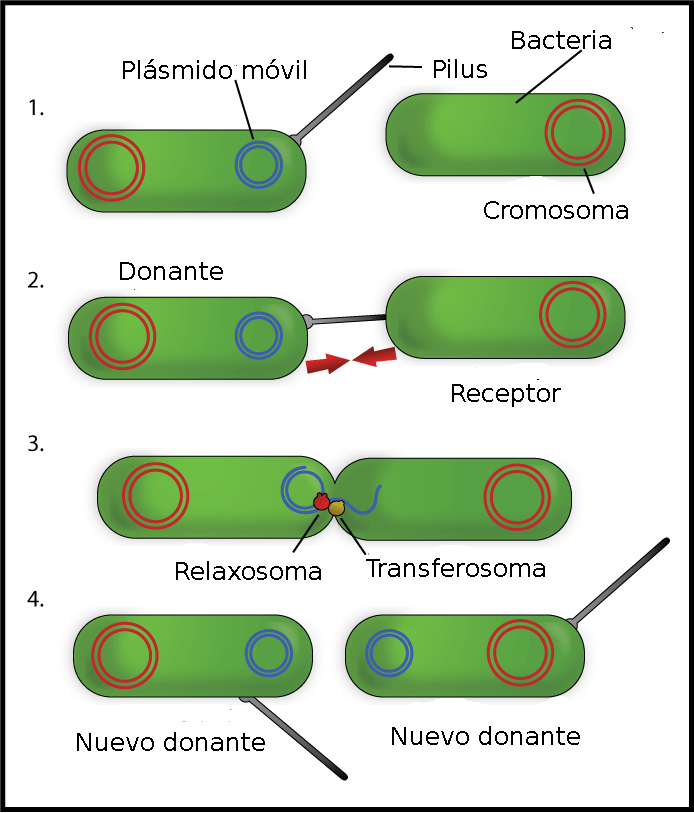
Esquema de la conjugación procariota.
1.La célula donante genera un pilus.
2. El pilus se adhiere a la célula receptora y ambas células se aproximan.
3. El plásmido móvil se desarma y una de las cadenas de ADN es transferida a la célula receptora.
4. Ambas células sintetizan la segunda cadena, regenerando un plásmido completo. La célula receptora sintetiza el pilus. Ahora ambas células son potenciales donantes.

Este proceso es promovido por determinados tipos de plásmidos, que portan un conjunto de genes cuyos productos participan en el proceso, y que requiere contactos directos entre ambas células, con intervención de estructuras superficiales especializadas y de funciones específicas (pili sexuales en los Gram negativos, y contacto íntimo en los Gram positivos). Algunos de estos plásmidos se comportan como episomas, es decir, que pueden integrarse en el cromosoma; en este caso, si se produce la conjugación, se puede transferir el propio plásmido más un segmento adyacente del cromosoma, que a su vez podrá recombinarse con secuencias homólogas del cromosoma del receptor, dando lugar a un cromosoma híbrido.
El plásmido conjugativo prototípico es el F-plásmido (denominado Factor de fertilidad o Factor F). El F-plásmido es un episoma (un plásmido que puede unirse por sí mismo al cromosoma procarionte por recombinación homóloga) con un tamaño aproximado de 100 kpb. Él transporta su propio origen de replicación, el oriV, y un origen de transferencia, o oriT. Solo puede haber una copia del F-plásmido en un procarionte, ya sea libre o integrado, un organismo que posee una copia es llamada F-positivo o F-más y se denota F+. Las células que carecen del F-plásmido son llamadas F-negativo o F-menos (F-) y como tales pueden actuar como células receptoras.
El F-plásmido transporta junto a otra informaciones genéticas los locus tra y trb, los cuales juntos tienen un tamaño aproximado de 33 kpb y consiste de 10 genes. El locus contiene el gen del pilus y genes reguladores, los cuales juntos dirigen la síntesis del pilus. El locus también contiene los genes de las proteínas que se adhieren a la superficie del procarionte F- e inician la conjungación. Aunque existe cierto debate en la exactitud del mecanismo de conjugación, se piensa que los pili no son las estructuras a través de las cuales ocurre el intercambio de ADN. Esto se ha visto en experimentos en donde se le ha permitido a los pili hacer contacto, pero entonces son desnaturalizados con SDS e incluso así ocurre la transferencia de ADN. Varias proteínas codificadas en los locus tra o trb parecen abrir un canal en la célula, y es por allí donde la enzima traD, localizada en la base del pilus, inicia la fusión de membrana.[cita requerida]
Cuando se inicia la conjugación por una señal que la enzima relaxasa muesca (corta el enlace fosfodiéster entre dos nucleótidos, separándolos) una de las hebras del plásmido conjugativo en una secuencia particular denominada oriT . La relaxasa puede trabajar en un complejo de más de doce proteínas conocido como un relaxosoma. En el sistema F-plásmido la enzima relaxasa es llamada TraiI y el relaxosoma está formado por TraI, TraY, TraM y el factor huésped de integración (IHF, integrated host factor). La hebra muescada, o hebra-T, es entonces desenrollada desde la hebra no daña y es transferida a la célula receptora en dirección 5'-3'. La hebra restante es replicada independiente de la acción de la congujación (la replicación vegetativa comienza en el oriV) o conjuntamente con la conjugación (replicación conjugativa similar a la replicación en círculo rodante del fago λ). La replicación conjugativa puede requerir una segunda muesca antes de que pueda ocurrir una transferencia exitosa. Un reciente informe afirma haber inhibido la conjugación con químicos que imitan un paso intermedio de este evento de segunda muesca.
Si el F-plásmido que es transferido ha sido previamente integrado en el genoma del donante, también una parte de su ADN cromosómico puede ser transferido con el plásmido ADN. La cantidad de ADN cromosómico que es transferida depende de cuanto tiempo permanezcan las dos organismos en contacto. En cadenas corrientes de laboratorio de Escherichia coli la transferencia del cromosoma completo demora alrededor de 100 minutos. La transferencia de ADN puede ser integrado en el genoma receptor por recombinación homóloga. 
Un cultivo procarionte que contenga en su población células con F-plásmidos no integrados usualmente también contienen algunas células que accidentalmente los han integrado. Estas células son las responsables de la baja frecuencia de transferencia génica que ocurre en tales cultivos. Algunas cepas de procariontes con un F-plásmido integrado pueden ser aisladas y cultivadas en una colonia pura. Debido a que tales cepas transfieren genes cromosómicos muy eficientemente son llamadas células Hfr (high frequency of recombination, de alta frecuencia recombinatoria). El genoma de la E. coli fue originalmente mapeado mediante experimentos de conjugación interrumpida en los que varias células Hfr fueron sacadas del recipiente después de menos de 100 minutos. Luego se investigaron los genes transferidos.

## Transferencia interreinos

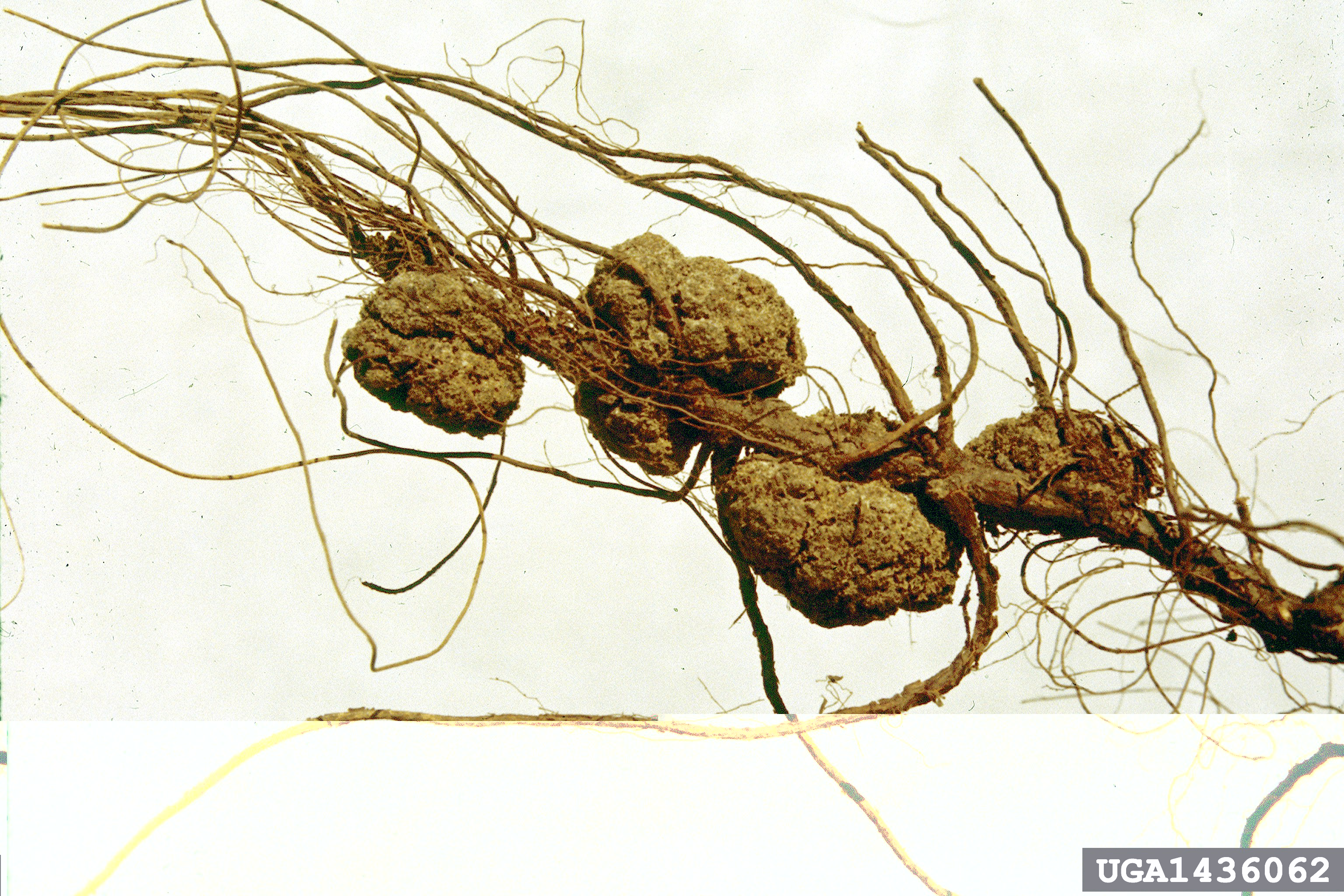
Los abultamientos en estas raíces son agallas producidas por la Agrobacterium tumefaciens.

Los fijadores de nitrógeno rizobios son un caso interesante de conjugación interreino. Por ejemplo, el plásmido cancerígeno (Ti) de las Agrobacterium y el plásmido provocador de tumores de raíz (Ri) de los A. rhizogenes contiene genes que son capaces de transferirse a células vegetales. La expresión de estos genes transforma exitosammente a las células vegetales en fábricas productoras de opina. Las opinas son usadas por las bacterias como una fuente de nitrógeno y energía. Las células infectadas forman agallas y raíces pilosas respectivamente. De este modo, los plásmidos Ti y Ri realizan endosimbiosis con la bacteria, las que a su vez son simbiontes (o parásitos) de la planta infectada.
Los plásmidos Ti y Ri también pueden ser transferidos entre bacterias usando un sistema (el operón tra, o de transferencia) que es deferente e independiente del sistema usado para la transferencia entre reinos (operón vir, o virulento). Tales transferencias crean cadenas virulentas a partir de cadenas anteriormente sanas.

## Aplicaciones en la ingeniería genética
La conjugación es un medio conveniente para la transferencia de material genético a blancos variados. En laboratorios, transferencias exitosas han sidos observadas desde procariontes a levaduras, plantas, células mamíferas y mitocondrias mamíferas aisladas. La conjugación tiene ventajas sobre otras formas de transferencia génica, incluyendo el mínimo daño de la membrana celular blanco y la habilidad de transferir cantidades relativamente grandes de material génico (véase arriba la transferencia cromosómica de la E. coli). En cultivos transgénicos, la conjugación tipo agrobacterium complementa otros medios estándar como el virus del mosaico del tabaco (TMV). Mientras el TMV es capaz de infectar muchas familias de plantas, estas son principalmente dicots de hierba. La conjugación tipo agrobacterium también es usada fundamentalmente para dicots, sin embargo no es raro usar monocotiledóneas como receptores.